# تفجير باغراتشن عام 1994
في 4 سبتمبر 1994 وقع تفجير في سوق قرية باغراتشن في شمال أرمينيا قتل فيه 14 شخصًا (بمن فيهم الجانيان) وتسبب في إصابة 46 شخصًا. مع أن التقارير الأولية تحدثت عن مقتل 10 وإصابة 26.
باغراتشن هي قرية كبيرة نسبيا في مقاطعة تاووش في أرمينيا، على الحدود الأرمنية الجورجية، وهي ليست بعيدة عن أذربيجان. تقع مدينة سادخلو، وهي قرية كبيرة يسكنها أذربيجان يبلغ عدد سكانها 10 آلاف نسمة، على الجانب الجورجي من الحدود. كانت المنطقة، خلال التسعينيات وبعد تفكك الاتحاد السوفيتي، «مركزًا لعصابات المافيا التي تتعامل بشكل خاص في وقود السوق السوداء» لأن أرمينيا كانت تحت الحصار من أذربيجان، في حين تم إغلاق الحدود الأرمنية التركية منذ عام 1993 بسبب الصراع مع أذربيجان. تورطت أرمينيا وأذربيجان في نزاع دموي في حرب مرتفعات قرة باغ.
قام بعملية التفجير عمران حسينوف من باكو وتركمان جعفروف من قرية بولا في مقاطعة مارنولي في جورجيا. كلاهما من عرقية الأذر.
وفقًا للمسؤولين المحليين، «زُرعت العبوة الناسفة في حقيبة». تضمن الانفجار مساحة واسعة.